# Les Sept de Chicago
Pour plus de détails, voir Fiche technique et Distribution.
Les Sept de Chicago (The Trial of the Chicago 7) est un film de procès américain réalisé par Aaron Sorkin, sorti en 2020 sur le service Netflix. Il revient sur l'affaire et le procès des Chicago Seven à la fin des années 1960.

## Synopsis
La Convention nationale démocrate de 1968 se déroule à Chicago. Elle doit désigner le candidat démocrate à l'élection présidentielle américaine de 1968. De nombreuses manifestations ont alors lieu en ville, notamment pour protester contre la guerre du Viêt Nam et contre la politique du Président Lyndon B. Johnson. La répression policière est forte, sous l'impulsion du maire Richard Daley. En 1969, sept organisateurs de la manifestation, surnommés les « Chicago Seven » (Abbie Hoffman, Jerry Rubin, David Dellinger, Tom Hayden, Rennie Davis, John Froines et Lee Weiner), sont poursuivis par le gouvernement fédéral notamment pour conspiration. Un huitième homme, Bobby Seale (cofondateur du Black Panther Party), est lui aussi jugé, mais séparément.

## Fiche technique
Sauf indication contraire, les informations mentionnées dans cette section peuvent être confirmées par les bases de données cinématographiques IMDb et Allociné,  présentes dans la section « Liens externes ».
- Titre original : The Trial of the Chicago 7
- Titre français : Les Sept de Chicago
- Réalisation : Aaron Sorkin
- Scénario : Aaron Sorkin
- Musique : Daniel Pemberton
- Direction artistique : Nick Francone, Julia Heymans et Ernesto Solo
- Décors : Shane Valentino
- Costumes : Susan Lyall
- Photographie : Phedon Papamichael
- Son : Michael Babcock, Julian Slater, Renee Tondelli
- Montage : Alan Baumgarten
- Production : Stuart M. Besser, Matt Jackson, Marc Platt et Tyler Thompson
  - Production déléguée : Marc Butan, Dru Davis, Misook Doolittle, Maurice Fadida, Mickey Gooch Jr., Anthony Katagas, Monica Levinson, Lauren Lohman, Laurie MacDonald, Kristie Macosko Krieger, Steve Matzkin, Jan McAdoo, Evan Metropoulos,  Walter F. Parkes, Buddy Patrick, Shivani Rawat, Andrew C. Robinson, James Rodenhouse, Cody Saintgnue, Sarah Schroeder-Matzkin, Thorsten Schumacher, Nicole Alexandra Shipley, Ryan Donnell Smith, Jared Underwood, Nia Vazirani et Slava Vladimirov
  - Coproduction : Charles Miller, Joseph P. Reidy
  - Coproduction déléguée : Max Adler, Cary Anderson, Gail Benefiel, Jonathan Benefiel, Stephanie Garvin, J. Todd Harris, Kristina Rivera, Emily Hunter Salveson et Debra Taweel
- Sociétés de production :
  - États-Unis : Amblin Partners, CAA Media Finance, Cross Creek Pictures, Dreamworks Pictures, MadRiver Pictures, Marc Platt Productions, Paramount Pictures et ShivHans Pictures, en association avec Aperture Media Partners, Double Infinity Productions et Kodiak Pictures
  - Royaume-Uni : Rocket Science
  - Inde : Reliance Entertainment
- Sociétés de distribution : Entertainment Film Distributors (Royaume-Uni) ; Netflix
- Budget : n/a
- Pays de production :  États-Unis[1],[N 1]
- Langues originales : anglais, latin, français
- Format : couleur / noir et blanc (images d'archives) — Codex Digital (en) — 2,39:1 (Panavision) / 1,85:1 (Panavision) (quelques scènes) — son Dolby Digital
- Genre : drame judiciaire, historique, thriller
- Durée : 129 minutes
- Dates de sortie[2] :
  - États-Unis : 25 septembre 2020 (sortie limitée)
  - Royaume-Uni : 2 octobre 2020 (sortie limitée)
  - Québec : 2 octobre 2020[3]
  -  Mondial : 16 octobre 2020 sur Netflix
- Classification[4] :
  - États-Unis : les enfants de moins de 17 ans doivent être accompagnés d'un adulte (R – Restricted)[N 2]
  - Royaume-Uni : interdit aux moins de 15 ans (15 - Suitable only for 15 years and over)[5]
  - Inde : interdit aux moins de 18 ans (contenant des scènes de violence, d'horreur ou de nudité) (A - Adult Only)
  - France : interdit aux moins de 16 ans
  - Belgique : potentiellement préjudiciable jusqu'à 16 ans (KNT/ENA : Kinderen Niet Toegelaten  / Enfants Non Admis)[6],[7],[N 3]
  - Suisse romande : interdit aux moins de 16 ans[8]
  - Québec : tous publics - déconseillé aux jeunes enfants (G - General Rating)[3]

## Distribution
- Yahya Abdul-Mateen II (VF : Lucien Jean-Baptiste) : Bobby Seale
- Sacha Baron Cohen (VF : Emmanuel Curtil) : Abbie Hoffman
- Jeremy Strong (VF : Jérémy Bardeau) : Jerry Rubin
- Eddie Redmayne (VF : Théo Frilet) : Tom Hayden
- Alex Sharp (VF : Gauthier Battoue) : Rennie Davis
- Noah Robbins (VF : Benjamin Bollen) : Lee Weiner
- Daniel Flaherty (VF : Gabriel Bismuth-Bienaimé) : John Froines
- John Carroll Lynch (VF : Jean-François Aupied) : David Dellinger
- Joseph Gordon-Levitt (VF : Donald Reignoux) : Richard Schultz
- Michael Keaton (VF : Bernard Lanneau) : Ramsey Clark
- Frank Langella (VF : Féodor Atkine) : Julius Hoffman
- Mark Rylance (VF : Gabriel Le Doze) : William Kunstler
- Kelvin Harrison Jr. (VF : Martin Faliu) : Fred Hampton
- Rory Cochrane : Homer
- J.C. MacKenzie (VF : Constantin Pappas) : Tom Foran
- Ben Shenkman (VF : Pierre Tessier) : Leonard Weingless
- Max Adler (VF : Jérémy Prévost) : Stan Wojohowski
- Wayne Duvall (VF : Jacques Bouanich) : l'inspecteur Paul DeLuca
- Caitlin FitzGerald : Daphne
- C.J. Wilson
- Damian Young (VF : Eric Herson-Macarel) : Howard Ackerman
- John Doman (VF : Philippe Crubézy) : John Mitchell
- Alice Kremelberg : Bernadie
- Kate Miller : Marjorie
- John Gawlik : un policier
- Lyndon B. Johnson : lui-même (images d'archives)
- Robert F. Kennedy : lui-même (images d'archives)
- Martin Luther King : lui-même (images d'archives)
- Richard Daley : lui-même (images d'archives)

## Production

### Genèse, développement et attribution des rôles
En 2007, Aaron Sorkin écrit un script intitulé The Trial of the Chicago 7, d'après le procès pour conspiration des Chicago Seven. Les producteurs Steven Spielberg, Walter F. Parkes et Laurie MacDonald participent au développement du projet, alors que Steven Spielberg doit également le réaliser. Sacha Baron Cohen est dès lors annoncé pour incarner Abbie Hoffman. Steven Spielberg propose ensuite à Will Smith d'incarner Bobby Seale et souhaite Heath Ledger dans le rôle de Tom Hayden.
La grève de la Writers Guild of America de 2007 provoque la suspension du projet. Aaron Sorkin continue ensuite de retravailler le script, alors que Steven Spielberg souhaite désormais des acteurs inconnus et un budget plus restreint.
Paul Greengrass et Ben Stiller sont ensuite annoncés comme réalisateurs. Finalement, en octobre 2018, le poste de réalisateur revient à Aaron Sorkin.
En octobre 2018, Sacha Baron Cohen et Eddie Redmayne rejoignent officiellement la distribution,. En novembre 2018, ils sont rejoints par Jonathan Majors. La distribution s'étoffe en février 2019, avec les arrivées de Seth Rogen, Joseph Gordon-Levitt et Alex Sharp. En août 2019, Frank Langella et Mark Rylance sont confirmés. En septembre, Jeremy Strong remplace finalement Seth Rogen.
En octobre 2019, Yahya Abdul-Mateen II remplace Jonathan Majors, alors que Kelvin Harrison Jr., Michael Keaton, William Hurt, J. C. MacKenzie, Thomas Middleditch, Max Adler et Ben Shenkman rejoignent eux aussi le film,,,,,.

### Tournage
Le tournage débute en octobre. Il a lieu à Chicago et dans le New Jersey,,. Des scènes sont tournées dans le comté de Morris, notamment à Hennessy Hall, dans l'Université Fairleigh-Dickinson ainsi que dans l'enceinte du College of Saint Elizabeth (en).

## Accueil

### Sortie
Le film devait à l'origine connaître une sortie limitée au cinéma le 25 septembre 2020 avant de bénéficier d'une sortie nationale le 16 octobre 2020 aux États-Unis. Néanmoins, à cause de la pandémie de Covid-19, Paramount Pictures est obligé de revoir entièrement son plan de sortie. Le studio décide alors d'annuler la sortie au cinéma du film et de revendre les droits au service Netflix qui le met en ligne dans le monde entier en octobre 2020.

### Accueil critique
En France, le site Allociné recense une moyenne des critiques presse de 4,3⁄5, sur un total de 6 critiques presse.
Pour Olivier Joyard du magazine Les Inrockuptibles, « Le cinéaste fait un feu d’artifice de points de vue, démontrant que l’altérité demeure toujours une force, surtout dans un même camp. La beauté du film réside d’abord dans la circulation de la parole et la manière dont celle de chaque accusé [...] se diffuse dans l’espace des autres, comme la découverte d’un secret. [...] La politique se niche parfois dans les détails, le génie d’Aaron Sorkin aussi. ».
Selon le magazine Paris Match, « Devant ce nouvel essai, on peut regretter que Sorkin n'ait pas abandonné cette place à un cinéaste plus inspiré - le film souffre d'un certain classicisme, même si l'interprétation est brillante -, mais ce que l'on perd en effet de mise en scène, on le gagne certainement en intégrité et en complexité narrative. ».

## Distinctions

### Récompenses
- Golden Globes 2021 : Golden Globe du meilleur scénario
- Screen Actor Guild Award 2021 : meilleure distribution

### Nominations
- Golden Globes 2021 : 
  - Meilleur film dramatique
  - Meilleur réalisateur
  - Meilleur acteur dans un second rôle pour Sacha Baron Cohen
  - Meilleure chanson originale pour Hear My Voice de Celeste
- Oscars 2021 : 
  - Meilleur film
  - Meilleur acteur dans un second rôle pour Sacha Baron Cohen
  - Meilleur scénario original
  - Meilleure photographie
  - Meilleur montage
  - Meilleure chanson originale pour Hear My Voice de Celeste